# آژانس جی‌ان‌اس‌اس اروپایی
آژانس جی‌ان‌اس‌اس اروپایی (انگلیسی: European GNSS Agency)، یا آژانس سیستم‌های ماهواره‌ای ناوبری جهانی اروپا (آژانس جی‌ان‌اس‌اس اروپا؛ جی‌اس‌آ؛ در گذشته سازمان ناظر جی‌ان‌اس‌اس اروپا در گذشته) نمایندهٔ اتحادیهٔ اروپا (EU) است که هدف آن ایجاد اطمینان از اینکه از منافع اساسی عمومی به درستی دفاع شده و با سامانه ماهواره‌ای ناوبری جهانی در ارتباط با اتحادیه: خدمات همپوشانی ناوبری زمینی گالیله اروپا (EGNOS) نمایندگی می‌شود. هدف اولی ارائهٔ یک جایگزین اروپایی مدرن به سیستم تأسیس یافته آمریکا، سامانه موقعیت‌یاب جهانی GPS است.